# لس گرین
لس گرین (انگلیسی: Les Green; ۱۷ اکتبر ۱۹۴۱ – ۳۰ ژوئیهٔ ۲۰۱۲) بازیکن فوتبال اهل بریتانیا بود.
از باشگاه‌هایی که در آن بازی کرده‌است می‌توان به باشگاه فوتبال برتون آلبیون، باشگاه فوتبال دربی کانتی، باشگاه فوتبال هال سیتی، باشگاه فوتبال آترستون تاون، باشگاه فوتبال هارتل پول یونایتد، باشگاه فوتبال نانیتون تاون، باشگاه فوتبال روچدیل، و باشگاه فوتبال تاموورث اشاره کرد.